# Harry Waya
Harry Waya (ur. 9 maja 1957) – malawijski piłkarz grający na pozycji obrońcy. W swojej karierze rozegrał 126 meczów i strzelił 8 goli w reprezentacji Malawi.

## Kariera klubowa
Całą swoją piłkarską karierę Waya spędził w klubie Bata Bullets, w którym zadebiutował w 1975 roku i grał w nim do 1987 roku. Wywalczył z nim sześć tytułów mistrza Malawi w sezonach 1975, 1978, 1979 1981, 1984 i 1986.

## Kariera reprezentacyjna
W reprezentacji Malawi Waya zadebiutował 27 marca 1977 roku w przegranym 1:8 towarzyskim meczu z Zambią, rozegranym w Lusace. W 1984 roku został powołany do kadry na Puchar Narodów Afryki 1984. Na tym turnieju zagrał w dwóch meczach grupowych: z Algierią (0:3) i z Nigerią (2:2), w którym strzelił gola. W kadrze narodowej grał do 1987 roku. Rozegrał w niej 126 meczów i strzelił 8 goli.